# دحل أريكة
دحل أريكة هو أحد الدحول الواقعة في الصمان في السعودية.